# Ludwig Tessnow

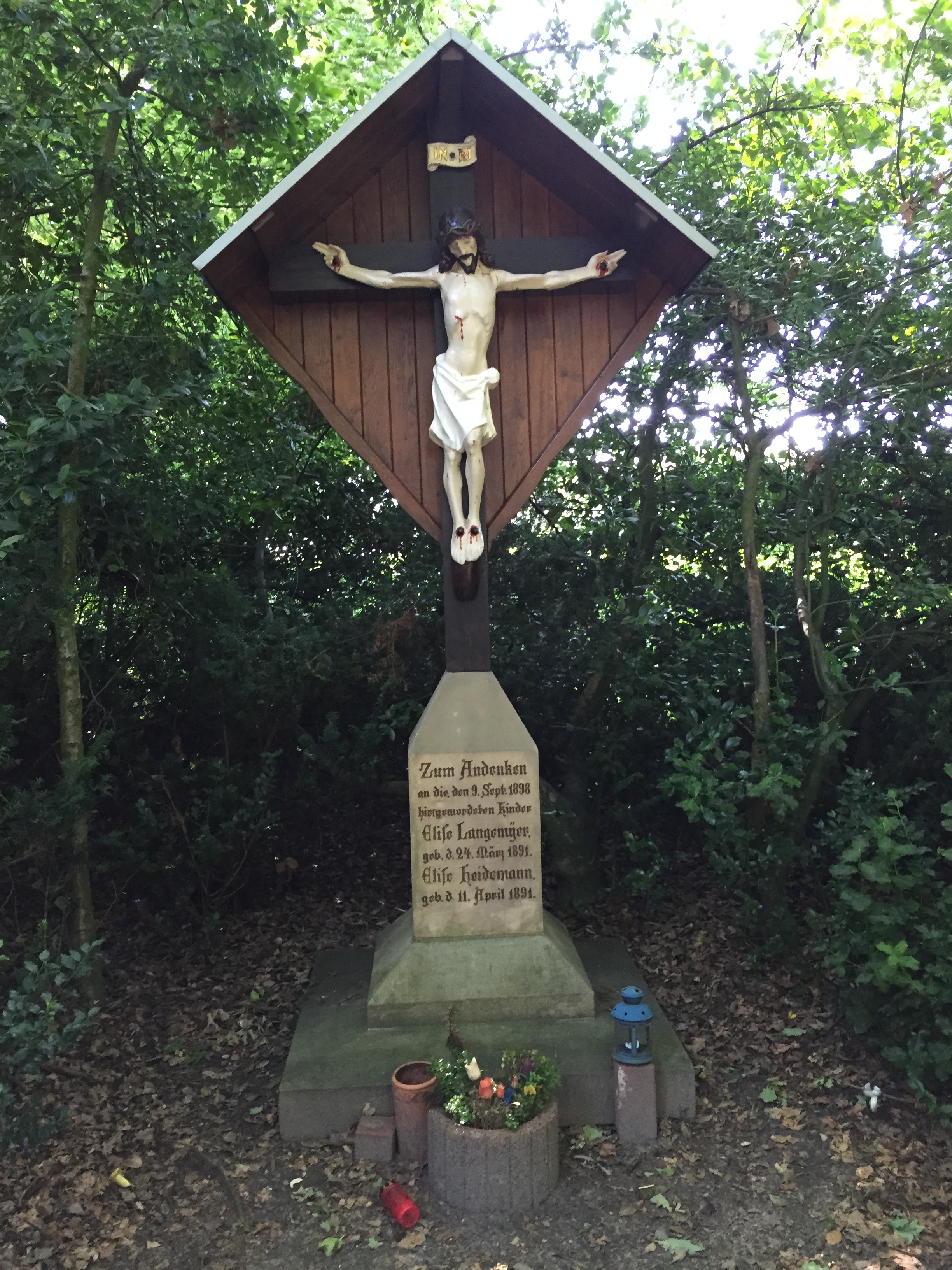
Krzyż w miejscu zabicia dwóch dziewcząt w Lechtingen

Ludwig Tessnow (ur. 15 lutego 1872 w Stołczynie, dzielnicy Szczecina, zm. 1904 w Greifswaldzie) – niemiecki seryjny morderca.

## Życiorys
Był czeladnikiem stolarskim. Mieszkał na stałe w Baabe na wyspie Rugii. W 1898 zamordował dwójkę dziewcząt, 7-letnią Hannelore Heidemann i 8-letnią Elise Langmeier w Lechtingen w Dolnej Saksonii. Został wtedy zatrzymany przez policję, ale nie było dowodów jego sprawstwa. 1 lipca 1901 zamordował dwójkę chłopców, braci 8-letniego Hermanna i 10-letniego Petere Stubbe z Göhren na Rugii. Usiłował też zamordować 19-letnią Bertę Lau z Pribbnow. Ciała znajdowano w stanie mocno zbezczeszczonym – były cięte i patroszone przez sprawcę, który w 1901 również zabił i wypatroszył kilka owiec. Aresztowany 2 lipca 1901. Nie przyznawał się do popełnionych czynów. Podczas procesu po raz pierwszy w historii przeprowadzono testy na różnicowanie krwi zwierzęcej i ludzkiej, opracowane przez Paula Uhlenhutha, niemieckiego lekarza i badacza pracującego wówczas na Uniwersytecie w Greifswaldzie. Testy te, których niezawodność została później wielokrotnie potwierdzona, stały się uznaną metodą badawczą. Ludwig Tessnow, w 1902 skazany na karę śmierci za zbrodnię w Göhren (o zabójstwa w Lechtingen już go nie oskarżono), symulował napad padaczkowy. Wyrok potwierdził Sąd Krajowy w Lipsku 14 marca 1904. Najprawdopodobniej stracony w Greifswaldzie, choć istnieją domysły, że wyrok zamieniono mu na dożywocie (w 1903 poddał się operacji, co było przyczyną odroczenia egzekucji).